# Chalcopasta riandana
Chalcopasta riandana là một loài bướm đêm trong họ Noctuidae.